# Городище Колиндяни II
Городище Колиндяни II — щойно виявлена пам'ятка археології в Чортківському районі Тернопільської області. Розташована в урочищі «Вал малий».
Внесено до Переліку щойновиявлених об'єктів культурної спадщини (охоронний номер 2896).

## Відомості
У 1906 р., В.Пшибиславський вперше згадав про городище, а 2011 р. пам'ятка була досліджена В.Добрянським. Під час обстеження пам’ятки виявлено старожитності давньоруського часу Х-ХІІІ ст..